# 雲巌駅
雲巌駅（ウナムえき）は朝鮮民主主義人民共和国平安北道雲田郡にある、朝鮮民主主義人民共和国鉄道省平義線の駅である。1945年7月時点の駅名は雲田駅（朝鮮語：운전역）であった。

## 隣の駅
朝鮮民主主義人民共和国鉄道省
平義線
雲田駅 - 雲巌駅 - 古邑駅